# 二十行不行
《二十》（韓語：스물）是一部於2015年上映的韓國喜劇片，由李炳憲編寫劇本及導演，並由演員金宇彬、李俊昊及姜河那主演，在2015年3月25日上映。

## 劇情
治浩、京載、東宇三個剛剛步入20歲的高中同窗好友，治浩（金宇彬 飾）是個整日無所事事的花花公子，只會把妹，直到遇到了「她」；三人中最聰明的京載（姜河那 飾），內向害羞只會讀書，在心儀的對象前，總是沉醉於妄想而無法傳達心意；夢想成為漫畫家的東宇（俊昊 飾）家裡破產，生活只剩下永無止盡的打工。三個好友在成為真正的大人之前，擁有無限美好的20歲，卻老是出包，糾在一起卻成「糗」在一起！充滿無限可能，可以勇敢去愛，夢想該瘋狂去追的20歲，三人該如何擺脫衰小魯蛇命，碰撞出如何燦爛的愛情、友情火花呢？

## 演員表

### 主要演員
- 金宇彬 飾 車治浩（차치호）[4]
- 李俊昊 飾 姜東宇（강동우）[5]
- 姜河那 飾 金京載（김경재）[6]

### 其他演員
- 庭沼珉 飾 李素敏（이소민）[7]
- 李侑菲 飾 金昭熙（김소희）
- 閔孝琳 飾 珍珠（진주）
- 鄭珠蓮 飾 許恩惠（허은혜）
- 金義聖 飾 治浩父親
- 梁玄敏（양현민） 飾 素鐘（소중）
- 崔真愛（최참사랑） 飾 舍郎（사랑）
- 安在洪 飾 因國（인국）
- 羅人友 飾 東元（동원）東宇的弟弟
- 白秀熙（백수희） 飾 敏情（민정）
- 宋藝談（송예담）、宋藝俊（송예준） 飾 雙胞胎
- 韓準宇（한준우） 飾 Club DJ
- 許俊碩 飾 凡守（범수）
- 全如珍（전여진） 飾 凡守妻子
- 金鍾洙 飾 東宇伯父
- 洪完杓（朝鲜语：홍완표） 飾 治浩上司，辦公室主任
- 金燦亨 飾 領導
- 蘇熙靜（소희정） 飾 京載母親
- 朴明申（박명신） 飾 治浩母親
- 朴赫權 飾 監督（客串）
- 吳賢慶 飾 東宇母親（客串）
- 金在萬（朝鲜语：김재만） 飾 雞場老闆（客串）

## 音樂
兩首單曲作為電影特別原聲帶公開。第一首歌曲〈戀愛狙擊〉由俊昊與李侑菲合唱，於2015年3月6日發行。第二首歌曲〈Twenty〉（스물）由樂團Sweet Sorrow演唱，金宇彬旁白，歌曲於2015年3月18日發行。
| 《二十行不行》－ 特別原聲帶 | 《二十行不行》－ 特別原聲帶 | 《二十行不行》－ 特別原聲帶    | 《二十行不行》－ 特別原聲帶        | 《二十行不行》－ 特別原聲帶 |
| 曲序                        | 曲目                        |                                | 作曲                               | 编曲                        |
| --------------------------- | --------------------------- | ------------------------------ | ---------------------------------- | --------------------------- |
| 1.                          | 戀愛狙擊 취향저격           | 宋陽夏 Brand Newjiq            | 宋陽夏（송양하） 金有燮（김유석） Brand Newjiq | 宋陽夏 金有燮               |
| 2.                          | Twenty                      | 金宰炫（김재현） 宋陽夏 Brand Newjiq | 宋陽夏 金宰炫                      | 宋陽夏 金宰炫               |

## 發行

### 南韓
《二十》於2015年3月25日在南韓上映。電影在首週末達1,136,866觀影人次，票房收入8.74億韓元（793萬美元），位居當週冠軍。截至2015年4月19日，票房總計1910萬美元，達304萬觀影人次。

### 國際
電影由CJ E&M電影部門於2015年4月17日在南美洲的25個電影院上映，同時也在亞洲各國上映，包括日本、台灣、香港、新加坡、馬來西亞及越南。

## 獲獎及提名列表
| 頒獎典禮           | 年份   | 獎項                       | 提名項目 | 結果 |
| ------------------ | ------ | -------------------------- | -------- | ---- |
| 第51屆百想藝術大獎 | 2015年 | 新人導演獎（電影部門）     | 李炳憲   | 提名 |
| 第51屆百想藝術大獎 | 2015年 | 男子新人演技獎（電影部門） | 姜河那   | 提名 |
| 第51屆百想藝術大獎 | 2015年 | 男子人氣獎（電影部門）     | 金宇彬   | 提名 |
| 第51屆百想藝術大獎 | 2015年 | 男子人氣獎（電影部門）     | 李俊昊   | 提名 |
| 黃金攝影獎         | 2015年 | 最佳新人男演員             | 姜河那   | 獲獎 |
| 韓國電影演員公會獎 | 2015年 | 男子新人獎                 | 姜河那   | 獲獎 |
| 韓國電影演員公會獎 | 2015年 | 人氣獎                     | 金宇彬   | 獲獎 |
| 韓國世界青年電影節 | 2015年 | 人氣男子新人獎             | 姜河那   | 獲獎 |
| 釜日電影獎         | 2015年 | 最佳男子新人獎             | 金宇彬   | 提名 |
| 大鐘獎             | 2015年 | 最佳男子新人獎             | 姜河那   | 提名 |
| 大鐘獎             | 2015年 | 最佳新人導演獎             | 李炳憲   | 提名 |
| 大鐘獎             | 2015年 | 人氣獎                     | 金宇彬   | 提名 |
| 大鐘獎             | 2015年 | 人氣獎                     | 李俊昊   | 提名 |
| 大鐘獎             | 2015年 | 人氣獎                     | 李侑菲   | 提名 |
| 第36屆青龍電影獎   | 2015年 | 新人導演獎                 | 李炳憲   | 提名 |
| 第36屆青龍電影獎   | 2015年 | 最佳男子新人獎             | 姜河那   | 提名 |
| 第36屆青龍電影獎   | 2015年 | 最佳女子新人獎             | 李侑菲   | 提名 |
| 韓國電影演員協會獎 | 2015年 | 新人導演獎                 | 李炳憲   | 獲獎 |
| 第21屆春史電影獎   | 2016年 | 最佳男子新人獎             | 姜河那   | 獲獎 |

## 外部鏈接
- NAVER上《二十行不行》的資料
- Daum上《二十行不行》的資料

- 韩国电影数据库（KMDb）上《二十行不行》的資料
- 互联网电影数据库（IMDb）上《二十行不行》的资料（英文）
- 《二十行不行》在HanCinema的页面（英文）